# On Every Street
On Every Street es el sexto y último álbum de la banda británica Dire Straits, lanzado en 1991.
Tras la gira llevada a cabo como promoción del anterior álbum de estudio, Brothers In Arms, el grupo llevó a cabo la misma fórmula en la elaboración de su nuevo disco: un sexteto básico (dos teclistas, dos guitarras, un bajo y un batería), junto a una larga lista de músicos de estudio que apoyarían en la grabación. A estas alturas, Dire Straits, lejos de la banda cohesionada que fue en los años 70, se había transformado en una marca a través de la cual Mark Knopfler, rodeado de una serie de músicos que más o menos colaboraban de forma asidua, publicaba sus canciones. Mark Knopfler se encontraba cansado del estilo que la gente esperaba de Dire Straits tras su éxito en los 80 y en este álbum trató de experimentar con otros estilos como el country o el blues.
El álbum fue recibido con división de opiniones y unas ventas medianas, si bien hasta la fecha se contabilizan en torno a los 8 millones. Esto empujó a Knopfler a lanzar una carrera en solitario al margen de la banda para buscar una mayor libertad artística. Como caras B de los sencillos se incluyeron "Kingdom Come", "Millonaire Blues" y una versión en directo junto a Eric Clapton de "I Think I Love You Too Much", canción compuesta a finales de los 80 por Mark Knopfler para el guitarrista Jeff Haley. En los directos posteriores a la publicación del álbum, la banda solía interpretar la balada "The Long Highway" que jamás se llegó a grabar para este disco, y que años después, Knoplfer publicaría dentro de sus proyectos en solitario.
On Every Street fue remasterizado y reeditado junto al resto del catálogo del grupo el 19 de septiembre de 2000.

## Lista de canciones
Todas las canciones compuestas por Mark Knopfler.
1. "Calling Elvis" – 6:26
2. "On Every Street" – 5:04
3. "When It Comes to You" – 5:01
4. "Fade to Black" – 3:50
5. "The Bug" – 4:16
6. "You and Your Friend" – 5:59
7. "Heavy Fuel" – 5:10
8. "Iron Hand" – 3:09
9. "Ticket to Heaven" – 4:25
10. "My Parties" – 5:33
11. "Planet of New Orleans" – 7:48
12. "How Long" – 3:49

Temas extra de la edición limitada
1. "Millionaire Blues"
2. "Kingdom Come"

## Personal
- Alan Clark: teclados
- Danny Cummings: percusión
- Guy Fletcher: teclados y coros
- Paul Franklin: guitarra de pedal metálico (pedabro)
- Vince Gill: voz
- John Illsley: bajo
- Manu Katché: batería
- Mark Knopfler: guitarra y voz
- Phil Palmer: guitarra
- Jeff Porcaro: batería
- Chris White: saxofón

## Listas de éxitos

### Álbum
| País           | Listas            | Listas                                                     | Listas |
|                | Posición más alta | Semanas en lista                                           |        |
| -------------- | ----------------- | ---------------------------------------------------------- | ------ |
| Noruega        | 1                 | 19 Archivado el 4 de diciembre de 2007 en Wayback Machine. |        |
| España         | 1                 | 22                                                         |        |
| Austria        | 1                 | 21                                                         |        |
| Suiza          | 1                 | 25                                                         |        |
| Estados Unidos | 12                | 32                                                         |        |
| Alemania       | 13                | 32                                                         |        |

### Sencillos
| Año  | Sencillo                            | Lista                  | Posición |
| ---- | ----------------------------------- | ---------------------- | -------- |
| 1991 | "Calling Elvis"/"Millionaire Blues" | Mainstream Rock Tracks | 3        |
| 1991 | "Calling Elvis"/"Millionaire Blues" | Modern Rock Tracks     | 25       |
| 1991 | "Heavy Fuel"/"Kingdom Come"         | Mainstream Rock Tracks | 1        |
| 1991 | "Heavy Fuel"/"Kingdom Come"         | Modern Rock Tracks     | 22       |
| 1992 | "The Bug"/"Twisting By The Pool"    | Mainstream Rock Tracks | 8        |

- Datos: Q249660